# Tikicultuur

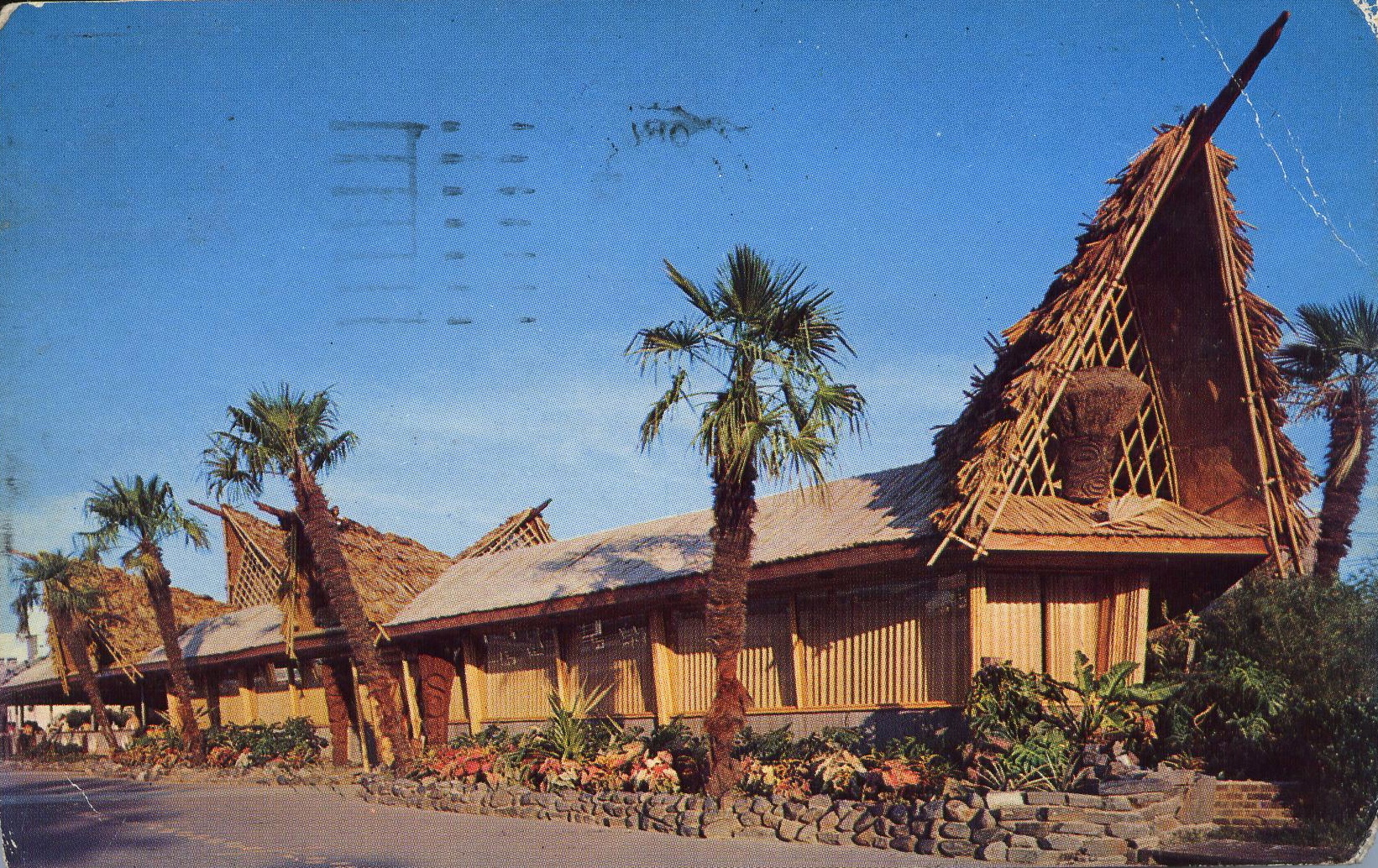
Een restaurant in de jaren 50 in tikistijl

Het begrip tikicultuur ontstond rond de jaren 30 van de 20e eeuw in de Verenigde Staten. De stijl is geïnspireerd op de tikisnijkunst uit de Maoricultuur. De horecaondernemer Ernest Raymond Beaumont Gantt, ook bekend als Don the Beachcomber, heeft een grote rol gespeeld in het promoten van deze stijl.
In de jaren 40 en 50 werd de interesse in de Polynesische cultuur versterkt door Amerikaanse soldaten die na de Tweede Wereldoorlog terugkwamen uit de Pacific en doordat Hawaï in 1959 een staat werd binnen de Verenigde Staten.
De tikicultuur leidde tot de opening van zogenaamde tikibars, waar, binnen een tropisch decor, exotische cocktails werden geschonken. Verder inspireerde het tot het inrichten van themarestaurants, attracties in pretparken, films, muziek (geïnspireerd op Hula), meubilair en tropisch vormgegeven cocktails, zoals de Mai Tai, de Zombie en de Blue Hawaii.